# S.P. Cailungo
S.P. Cailungo là một câu lạc bộ bóng đá thành lập vào năm 1974 tại Cailungo, xã của Borgo Maggiore, San Marino. Đội đang thi đấu ở Girone A của giải Campionato Sammarinese di Calcio.

## Danh hiệu
- San Marino Federal Trophy: 1

2002

## Đội hình hiện tại
Tính đến Tháng 12 năm 2019
Ghi chú: Quốc kỳ chỉ đội tuyển quốc gia được xác định rõ trong điều lệ tư cách FIFA. Các cầu thủ có thể giữ hơn một quốc tịch ngoài FIFA.
| Số | VT | Quốc gia   | Cầu thủ                |
| -- | -- | ---------- | ---------------------- |
| 1  | TM | Ý          | Alberto Gallinetta     |
| 2  | HV | Ý          | Mattia Vitali          |
| 4  | HV | San Marino | Enrico Stacchini       |
| 5  | HV | San Marino | Michele Rossi          |
| 6  | TV | San Marino | Simeone Matteoni       |
| 7  | TĐ | Ukraina    | Oleksander Tadzhybayev |
| 8  | TV | Ý          | Alessandro Rossi       |
| 10 | TĐ | Ý          | Raul Ura               |
| 11 | HV | Ý          | Andrea Genghini        |
| 13 | HV | Ý          | Luca Carnesecchi       |
| 17 | HV | Ý          | Enea Righetti          |

| Số | VT | Quốc gia   | Cầu thủ            |
| -- | -- | ---------- | ------------------ |
| 21 | TM | San Marino | Massimo Francioni  |
| 23 | HV | Ý          | Manuel Iuzzolino   |
| 27 | TĐ | Ý          | Valeriano Viespoli |
| 30 | TV | San Marino | Marco Cecchetti    |
| 45 | TV | Ý          | Luca Baravelli     |
| 72 | TĐ | Ý          | Mattia Urbinati    |
| 77 | TV | Sénégal    | Aziz Diallo        |